# Hopliphora diabolica
Hopliphora diabolica är en biart som först beskrevs av Heinrich Friese 1900.  Hopliphora diabolica ingår i släktet Hopliphora och familjen långtungebin. Inga underarter finns listade i Catalogue of Life.